# Первенство СССР по футболу среди сборных команд городов 1935 (первая группа)
Чемпионат СССР среди сборных команд городов был проведен с 6 по 30 июля 1935 года. Он разыгрывался в двух группах. Звание Чемпиона СССР 1935 года по футболу разыгрывалось среди команд первой группы, команды второй группы боролись за 7-е место. Регламентом предусматривались переходные матчи между двумя лучшими командами второй и двумя худшими первой групп за право участия в первой группе на следующий сезон, но ввиду изменения принципа розыгрыша первенства СССР по футболу, они не состоялись.
В отличие от предыдущих, разыгранных по олимпийской системе, этот турнир был лиговый: шесть команд провели игры в один круг. Также был применен принцип розыгрыша по турам: несколько команд собирались в одном из городов и проводили матчи согласно регламенту.
Сборная команда Москвы выиграла соревнование в четвертый и последний раз. Со следующего года турнир сборных команд городов и союзных республик сменил чемпионат СССР по футболу, проводимый среди клубных команд обществ и ведомств СССР.

## Участники
Было принято решение провести часть данного турнира в рамках традиционного «Матча четырех городов» в Киеве (до 1935 года это был «Матч трёх городов» — Москвы, Ленинграда и Харькова — соревнование по многим видам спорта, в том числе и по футболу; с 1935 года в число участников был включен и Киев). Также в число участников, наряду с двумя российскими и двумя украинскими командами, были включены и две команды из Закавказья: сборные Баку и Тифлиса (позднее — Тбилиси): по окончании «Матча четырех городов» они сначала отправились в Харьков и встретились с украинскими командами, а затем выехали в Москву и Ленинград для встреч со сборными этих городов. В заключение они провели матч между собой (он был сначала сыгран до начала турне, но, ввиду нарушения регламента при проведении, было вынесено решение о его переигровке).
- Москва;
- Ленинград;
- Харьков;
- Киев;
- Баку;
- Тифлис;

## Выдержки из регламента
- Турнир проводился по круговой системе в один круг на поле одного из соперников либо на нейтральном поле;
- За победу команда получала 3 очка, ничью — 2, поражение — 1, неявку — 0;
- В случае равенства очков более высокое место занимала команда с лучшим соотношением забитых и пропущенных мячей;

## Ход турнира

### Тур I: «Матч четырех городов» (Киев)
| Харьков                                              | 3:2     | Москва                                                 |
| ---------------------------------------------------- | ------- | ------------------------------------------------------ |
| - Ливенцев 9′ - Паровышников 53′ (пен.) - Лесной 58′ | (отчёт) | - 5′ С.Иванов - С.Иванов 73'(пен.) - 75′ (пен.) Якушин |

| Харьков: Москвин - Кириллов, Мисевра - Н.Фомин, В.Фомин , Рогозянский - Куликов(46'Привалов), Лесной, Грубер(56'Копейко), Паровышников, Ливенцев Москва: Рыжов - Ал.Старостин , Тетерин - Леута, Ан.Старостин, Никишин - Семичастный, Якушин, С.Иванов, Павлов, С.Ильин |

| Ленинград                                         | 3:1     | Киев                                  |
| ------------------------------------------------- | ------- | ------------------------------------- |
| - Кусков 5′ 86′ - 77'(пен.) Бутусов - Бутусов 80′ | (отчёт) | - Шиловский 54'(пен.) - 75′ Кузьменко |

| Ленинград: Шорец - Юденич, Киселёв - Карев, Ивин, Федоров - Григорьев, Дементьев, Бутусов , Кусков, Ярцев Киев: Идзковский(78'Поталов) - К.Фомин , Свиридовский - Тютчев, Кузьменко, Путистин(46'Правоверов) - Гончаренко, Шиловский, Щегоцкий, Комаров, Махиня |

| Киев                             | 2:1     | Харьков            |
| -------------------------------- | ------- | ------------------ |
| - Гончаренко 12′ - Шиловский 70′ | (отчёт) | - 30′ Паровышников |

| Киев: Идзковский - К.Фомин , Свиридовский - Правоверов, Кузьменко, Путистин - Гончаренко (65' Балакин), Шиловский, Щегоцкий, Комаров , Махиня · Харьков: Москвин - Кириллов, Мисевра (33'Стешенко) - Н.Фомин , В.Фомин , Рогозянский - Копейко (46'Привалов), Лесной, Грубер, Паровышников, Ливенцев |

| Москва                           | 2:1     | Ленинград            |
| -------------------------------- | ------- | -------------------- |
| - Павлов 6′ - Смирнов 85′ (пен.) | (отчёт) | - 44′ (авт.) Никишин |

| Москва: Рыжов - Ал.Старостин , Тетерин - Леута (40'Никишин) , Ан.Старостин , Рёмин - Лапшин 19', Якушин (68'Семичастный), Смирнов, Павлов, С.Ильин · Ленинград: Шорец - Юденич, Киселёв - Карев, Ивин, Федоров - Григорьев, Дементьев, Бутусов , Кусков (2Т)', Ярцев (46'Мурашов) |

| Москва                   | 2:0     | Киев                |
| ------------------------ | ------- | ------------------- |
| - Якушин 6′ - Павлов 35′ | (отчёт) | - Кузьменко9'(пен.) |

| Москва: Рыжов - Ал.Старостин , Тетерин - Леута, Ан.Старостин, Рёмин - Семичастный, Якушин 30', Смирнов, Павлов, С.Ильин · Киев: Идзковский - К.Фомин 2Т', Свиридовский - Тютчев (46'Правоверов), Кузьменко, Путистин - Балакин (45'Гончаренко), Шиловский, Щегоцкий, Комаров (45'Коротких), Махиня |

| Ленинград                         | 4:1     | Харьков                   |
| --------------------------------- | ------- | ------------------------- |
| - Бутусов 8′ 31′ 80′ - Кусков 20′ | (отчёт) | - 36′ (пен.) Паровышников |

| Ленинград: Шорец - Юденич, Киселёв - Карев, Ивин, Федоров - Григорьев, Дементьев, Бутусов , Кусков, Светлов Харьков: Москвин - Кириллов, Стешенко - Н.Фомин, В.Фомин , Рогозянский - Привалов, Лесной, Шпаковский, Паровышников, Ливенцев |

В «Матче четырех городов» сборные команды Ленинграда и Москвы поделили первое место, сборные команды Харькова и Киева — третье.

### Тур II: «Украина и Закавказье» (Харьков)
| Харьков                    | 2:2     | Тифлис                     |
| -------------------------- | ------- | -------------------------- |
| - Лесной 6′ - Привалов 65′ | (отчёт) | - 18′ Каличава - 63′ Панин |

| Харьков: Москвин - Кириллов, Мисевра - Н.Фомин , В.Фомин , Привалов - Куликов (9'Рогозянский), Лесной, Грубер, Паровышников, Ливенцев · Тифлис: Дорохов - Шавгулидзе , Чумбуридзе - Минаев, Абашидзе , Аникин - Панин, Бердзенишвили, Вачнадзе (46'Болотин), Каличава, В.Рамишвили |

| Баку            | 2:1 (75') | Киев         |
| --------------- | --------- | ------------ |
| - Смагин 5′ 20′ |           | - 65′ Махиня |

| Баку: Макогонов - Рейх, Бусалаев - Петросян, Шибаев 2Т', Пацевич - Перевезенцев, Степанян, Смагин, Амирджанов, Саркисов · Киев: Идзковский - К.Фомин , Свиридовский - Тютчев, Кузьменко, Путистин - Гончаренко, Шиловский, Щегоцкий 2Т', Комаров, Махиня |

| Харьков                               | 2:0     | Баку |
| ------------------------------------- | ------- | ---- |
| - Паровышников 5′ (пен.) - Лесной 59′ | (отчёт) |      |

| Харьков: Стеценко - Кириллов, Федорков - Н.Фомин, В.Фомин , Мисевра - Привалов, Лесной, Рогозянский , Паровышников, Ливенцев · Баку: Макогонов - Рейх, Микаэлян (76'Бусалаев) - Шибаев , Петросян, Пацевич - Перевезенцев, Степанян, Смагин, Амирджанов, Саркисов |

| Киев                             | 2:0     | Тифлис |
| -------------------------------- | ------- | ------ |
| - Гончаренко 65′ - Шиловский 74′ | (отчёт) |        |

| Киев: Идзковский - Свиридовский, К.Фомин (68' Клименко) - Тютчев, Кузьменко, Путистин - Гончаренко, Шиловский, Щегоцкий, Комаров, Махиня Тифлис: Дорохов - Шавгулидзе, Чумбуридзе - Минаев, Абашидзе , Аникин - Панин, Бердзенишвили, Вачнадзе, Каличава, Болотин |

| Баку                 | 1:1     | Киев             |
| -------------------- | ------- | ---------------- |
| - Пацевич 40′ (пен.) | (отчёт) | - 15′ Гончаренко |

| Баку: Макогонов - Рейх, Бусалаев - Шибаев , Петросян, Пацевич - Перевезенцев, Степанян, Смагин, Амирджанов, Саркисов · Киев: Идзковский - Свиридовский (25' Клименко), К.Фомин - Тютчев, Правоверов, Путистин 65' - Гончаренко, Шиловский , Щегоцкий , Комаров , Махиня |

### Тур III: «Закавказье и столицы» (Москва, Ленинград)
| Москва                                                                                    | 11:2    | Тифлис                     |
| ----------------------------------------------------------------------------------------- | ------- | -------------------------- |
| - Смирнов 4′ 67′ 78′ - С.Ильин 15′ 69′ - Павлов 19′ 77′ 82′ - Якушин 29′ 48′ - Лапшин 73′ | (отчёт) | - 13′ Панин - 56′ Абашидзе |

| Москва: Рыжов - Ал.Старостин , Тетерин - Н.Ильин, Ан.Старостин, Рёмин - Лапшин, Якушин, Смирнов, Павлов, С.Ильин Тифлис: Дорохов - Шавгулидзе, Чумбуридзе - Минаев, Абашидзе , Аникин - Панин, Бердзенишвили, Вачнадзе, Каличава, В.Рамишвили |

| Баку                        | 2:0     | Ленинград |
| --------------------------- | ------- | --------- |
| - Смагин 78′ - Саркисов 90′ | (отчёт) |           |

| Баку: Макогонов - Рейх, Бусалаев (46'Микаэлян) - Шибаев , Маркаров, Пацевич - Перевезенцев, Степанян, Смагин, Амирджанов, Саркисов Ленинград: Шорец - Юденич, Киселёв - Карев (46'Беляков), Ивин, Федоров - Григорьев, Дементьев, Бутусов , Кусков, Соколов (46'Елисеев) |

| Ленинград                                                               | 6:1     | Тифлис                |
| ----------------------------------------------------------------------- | ------- | --------------------- |
| - Дементьев 10′ 30′ - Светлов 13′ - Бутусов 40′ (пен.) 68′ - Кусков 47′ | (отчёт) | - 39′ (пен.) Абашидзе |

| Ленинград: Шорец - Юденич, Киселёв - Карев, Ивин, Федоров - Светлов, Дементьев, Бутусов , Кусков, А.Иванов Тифлис: Солонин - Шавгулидзе, Чумбуридзе - Минаев, Абашидзе , Аникин - Панин, Бердзенишвили, Вачнадзе, Каличава, Асламазов |

| Москва                                                                 | 7:1     | Баку                |
| ---------------------------------------------------------------------- | ------- | ------------------- |
| - Смирнов 25′ 39′ - Лапшин 27′ - Якушин 43′ 66′ 87′ - Ан.Старостин 52′ | (отчёт) | - 11′ (пен.) Шибаев |

| Москва: Рыжов - Ал.Старостин , Тетерин - Н.Ильин, Ан.Старостин, Рёмин - Лапшин, Якушин, Смирнов, Павлов, С.Ильин Баку: Макогонов - Рейх, Бусалаев - Шибаев , Маркаров, Пацевич - Перевезенцев, Степанян, Смагин, Амирджанов, Саркисов |

### Тур IV: «Закавказское дерби» (Баку)
| Баку                                       | 2:2     | Тифлис                        |
| ------------------------------------------ | ------- | ----------------------------- |
| - Маркаров 1:2′ (пен.) - Перевезенцев 2:2′ | (отчёт) | - 7′ Асламазов - 25′ Абашидзе |

| Баку: Макогонов - Рейх, Бусалаев - Петросян, Шибаев , Пацевич - Перевезенцев, Маркаров, Смагин, Амирджанов, Саркисов Тифлис: Солонин - Шавгулидзе, Чумбуридзе - Минаев, Абашидзе , Аникин - Панин, В.Рамишвили, Вачнадзе, Каличава, Асламазов |

| Тифлис        | 1:0     | Баку |
| ------------- | ------- | ---- |
| - Болотин 26′ | (отчёт) |      |

| Тифлис: Дорохов - Шавгулидзе, Чумбуридзе - Минаев, Почхуа, Кебадзе - Болотин, Бердзенишвили, Ямшанов, Асламазов , В.Рамишвили (46' Панин) Баку: Макогонов - Рейх, Бусалаев - Петросян, Маркаров, Пацевич - Перевезенцев, Степанян, Смагин, Амирджанов , Саркисов |

## Итоговая турнирная таблица
| № | Команды   | 1    | 2   | 3   | 4   | 5   | 6    | И | В | Н | П | М      | О  |
| - | --------- | ---- | --- | --- | --- | --- | ---- | - | - | - | - | ------ | -- |
|   | Москва    |      | 2:1 | 2:3 | 2:0 | 7:1 | 11:2 | 5 | 4 | 0 | 1 | 24 — 7 | 13 |
|   | Ленинград | 1:2  |     | 4:1 | 3:1 | 0:2 | 6:1  | 5 | 3 | 0 | 2 | 14 — 7 | 11 |
|   | Харьков   | 3:2  | 1:4 |     | 1:2 | 2:0 | 2:2  | 5 | 2 | 1 | 2 | 9 — 10 | 10 |
| 4 | Киев      | 0:2  | 1:3 | 2:1 |     | 1:1 | 2:0  | 5 | 2 | 1 | 2 | 6 — 7  | 10 |
| 5 | Баку      | 1:7  | 2:0 | 0:2 | 1:1 |     | 0:1  | 5 | 1 | 1 | 3 | 4 — 11 | 8  |
| 6 | Тифлис    | 2:11 | 1:6 | 2:2 | 0:2 | 1:0 |      | 5 | 1 | 1 | 3 | 6 — 21 | 8  |

## Список 33 лучших[14]
Вратари:
- 1. Георгий Шорец («Сталинец» Ленинград); 2. Николай Трусевич («Динамо» Одесса); 3. Иван Рыжов («Спартак» Москва);

Защитники:
- 1. Александр Старостин («Спартак» Москва); 2. Лев Корчебоков («Динамо» Москва); 3. Дмитрий Кириллов («Динамо» Харьков);
- 1. Виктор Тетерин («Динамо» Москва); 2.Константин Фомин («Динамо» Киев) 3. Михаил Юденич («Динамо» Ленинград);

Полузащитники:
- 1. Станислав Леута («Спартак» Москва); 2. Николай Фомин («Динамо» Харьков); 3. Борис Ивин («Сталинец» Ленинград);
- 1. Андрей Старостин («Спартак» Москва); 2. Евгений Елисеев («Балтзавод» Ленинград); 3. Борис Сигачёв (ЗИС Мисква);
- 1. Валентин Фёдоров («Динамо» Ленинград); 2. Александр Рёмин («Динамо» Москва); 3. Владимир Гребер («Динамо» Днепропетровск);

Нападающие:
- 1. Алексей Лапшин («Динамо» Москва); 2. Виктор Шиловский («Динамо» Киев); 3. Михаил Семичастный (ЦДКА Москва);
- 1. Пётр Дементьев («Динамо» Ленинград); 2. Михаил Якушин («Динамо» Москва); 3. Пётр Лайко («Динамо» Днепропетровск);
- 1. Василий Смирнов («Динамо» Москва); 2. Владимир Степанов («Спартак» Москва); 3. Михаил Бутусов («Динамо» Ленинград);
- 1. Василий Павлов («Динамо» Москва); 2. Константин Щегоцкий («Динамо» Киев); 3. Александр И. Фёдоров («Динамо» Ленинград);
- 1. Сергей Ильин («Динамо» Москва); 2. Владимир Кусков («Спартак» Ленинград); 3. Николай Махиня («Динамо» Киев)